# Дмитрієва Олена Вікторівна
Олена Вікторівна Дмитрієва  (рос. Елена Викторовна Дмитриева, 1 липня 1983) — російська гандболістка, олімпійська медалістка.

## Виступи на Олімпіадах
| Олімпіада  | Дисципліна | Місце |
| ---------- | ---------- | ----- |
| Пекін 2008 | гандбол    | 2     |